# الوعد (فلم 2016)
الوعد هو فلم أمريكي تاريخي درامي من إخراج تيري جورج وبطولة اوسكار أيزاك (اسحق) شارلوت لوبون وكريستيان بيل في أواخر سنوات الإمبراطورية العثمانية. عرض الفيلم لأول مرة في 11 سبتمبر 2016، في مهرجان تورونتو السينمائي الدولي، وتم اصداره في الولايات المتحدة في 21 أبريل 2017، من خلال أفلام أوبن رود.
الوعد هو عن مثلث الحب الذي يتطور قبل الإبادة الجماعية للأرمن، بين ميكايل (إسحاق/ أيزاك)، وهو طالب طب أرمني، كريس (بيل)، صحفي أمريكي مقره باريس، وآنا (لو بون)، وهي امرأة أرمنية ولدت في فرنسا. حقق الفيلم 8 ملايين دولار فقط مقابل ميزانيته البالغة 90 مليون دولار. في هذا السياق أشار الاستوديو إلى أن الغرض الرئيسي من الفيلم هو جذب الانتباه إلى القصة، وليس كسب المال.

## القصة
ميكايل (أوسكار إسحاق) هو صيدلي يعيش في قرية سيرون الأرمنية الصغيرة في الجزء الجنوبي الشرقي من الإمبراطورية العثمانية. من أجل المساعدة في دفع نفقات كلية الطب، قال انه وعد نفسه لابنة جار غني، وتلقي 400 عملات ذهبية كمهر. وهذا يسمح له بالسفر إلى القسطنطينية وحضور الأكاديمية الإمبراطورية للطب.
هناك، يصادق ميكايل «إمري»، ابن مسؤول تركي رفيع المستوى. من خلال عمه الثري، يلتقي ميكايل أيضا آنا (شارلوت لو بون)، وهي امرأة أرمنية تربت في باريس و تعمل مع المراسل الأمريكي كريس مايرز (كريستيان بيل) لوكالة أسوشييتد برس.لاحقا يقع ميكايل في الحب مع آنا في الوقت الذي بدأت فيه التوترات الدولية مع اندلاع الحرب العالمية الأولى. ميكايل تمكن مؤقتا من تجنب التجنيد في الجيش العثماني من خلال إعفاء طلابي بمساعدة إمري. ولكن عندما يحاول إنقاذ عمه من السجن خلال عمليات الاستطلاع التي جرت في 24 أبريل 1915، يتم احتجازه وإرساله إلى معسكر عمل.
في نهاية المطاف هرب ميكايل من المخيم، وقام بالعودة إلى قريته ليتفاجئ بالعنف الذي تطور بين الأتراك والأرمن في القرية. والدي ميكايل، وخاصة والدته، أقنعاه بالزواج من خطيبته واللجوء إلى منطقة جبلية نائية حيث تصبح قريبا حاملا. ويؤدي الحمل الصعب ميكايل إلى إعادة زوجته إلى رعاية والدته في القرية. هناك يعرف أن آنا وكريستوفر موجودان في مرفق للصليب الأحمر القريب ويذهب لطلب مساعدته لأسرته للهروب من التهديد التركي الوشيك.
وعند مغادرتهم في بعثة مع مجموعة من الأيتام، يعودون إلى سيرون لاسترداد أسرة ميكايل. لكنهم يواجهون مذبحة في الطريق، حيث يتضح أن جميع سكان سيرون، بمن فيهم عائلة ميكايل، قد قتلوا على يد القوات التركية. يتم القبض على كريس من قبل القوات العثمانية وارساله إلى القسطنطينية، كما اتهم بكونه جاسوسا وصدر قرار باعدامه من قبل السلطات. لكن بمساعدة إمري، ومن خلال شفاعة السفير الأمريكي هنري مورغنثاو، أطلق سراحه وسمح له بالرحيل إلى مالطا. بناء على هذا القرار، يركب ميكايل السفينة الفرنسية غويتشن، التي تستعد للإبحار على طول الساحل العثماني. لكن من ناحية أخرى، يتم تنفيذ حكم الإعدام على إمري  باطلاق النارعليه لمساعدته لكريس.
خلال هروبهم من القوات العثمانية، ينضم ميكايل، آنا، والأيتام إلى مجموعة كبيرة من اللاجئين عازمين على محاربة الجيش العثماني في جبل موسى. في الوقت الذي يقوموا بصد الاعتداءات المتكررة، تستسلم والدة ميكائيل للموت وتدفن في الجبل. يقوم اللاجئون بالمقاومة
لفترة طويلة بما فيه الكفاية للهروب على الجانب الخلفي إلى الساحل بينما تأتي غويتشن لإنقاذهم. ولكن مع عودة عمليات القوات العثمانية، يلقي وابل المدفعية العثمانية آنا وييفا، ابنة ميكايل عمه، على متن الطائرة. ميكايل يقفز ابان هذا الحدث ويقدرعلى إنقاذ ييفا ولكن أنا تغرق.
لاحقا، ميكايل يروي أنه اعتمد ييفا استقرا جنبا إلى جنب في ووترتاون، ماساتشوستس. خلال حفل زفاف ييفا في عام 1942، في حضورالأيتام الأرمن الذين كبروا الآن، ميكايل يشرب نخبا، متمنيا حظا سعيدا لأسرهم والأجيال القادمة.

## الادوار
- اوسكار أيزاك (اسحاق) بدور ميكايل، طالب الطب.[1]
- شارلوت لوبون بدور آنا فتاة أرمنية، ربيت في باريس.[2]
- كريستيان بيل بدور كريس مايرز، وهو صحفي أمريكي  لوكالة أسوشييتد برس.
- دانييل خيمينس كاتشو بدور الأب أندرياسيان.
- شهره اغداشلو بدور مارثا.
- رادي سيربيديجا بدورستيفان، عمدة بلدة أرمينية صغيرة التي تقود مجموعة من اللاجئين لمحاربة الجيش العثماني.
- أبيل فولك بدور هاروت.
- أندرو تاربيت بدور القس ميريل.
- أنجيلا سارافيان بدور مارال.
- ارمين اميري بدور الكابتن علي.
- مروان كنزاري بدور إمري أوجان.
- يغآل ناؤور بدور مسروب.
- غارين بوياجيان بدور اريك بوغوسيان.
- كيفورك ماليكيان بدور فارتان بوغوسيان.
- نومان أكار بدور مصطفى.
- الروماني ميتيشيان بدور سيرج.
- جان رينو بدور أدميرال فرنسي.
- توم هولاندر بدور غارين.
- جان كلود ريكيبورغ بدور قبطان فرنسي.
- جيمس كرومويل في دور هنري مورغنثاو.
- أليسيا بوراشيرو بدور لينا.
- ميلين ماير غوتيريز بدور ييفا.
- مايكل ستهل ديفيد في دور براد.
- أوزمان سيرغود كنائب محافظ مازهر.
- سكوت غرينليس كطالب أوروبي.

## الإنتاج
استندت قصة الوعد على سيناريو غير منتشر بعنوان الأناضول لروبن سويكورد، لكن تم أعادة كتابة السيناريو من قبل تيري جورج. يقول سويكورد: «هناك بعض القطع المجزأة جدا من قصتي التي توجد هناك، لكنه اخترع شخصية كريستيان بايل وغير الشخصيات الأخرى، وكان لدي طالب طب في السيناريو، لكنه لم يكن نفسه على الإطلاق في الوعد.»
بدأ التصوير في خريف عام 2015 في البرتغال ومالطا وإسبانيا، وكان من المقرر أن يستمر التصوير حتى ديسمبر. ومن ثم جرت عمليات إعادة التصوير في نيويورك في أيار / مايو وحزيران / يونيه 2016، وانتهت في أوائل حزيران / يونيه.
وقد تم تبرع الميزانية بأكملها من قبل رجل الأعمال الأمريكي من أصل أرمني كيرك كيركوريان.

## الإصدار
عرض الفيلم لأول مرة في مهرجان تورونتو السينمائي الدولي  في 11 سبتمبر 2016. بعد فترة وجيزة، حصلت أفلام أوبن رود حقوق التوزيع للفيلم، وتعيين تاريخ 28 أبريل 2017، تاريخ الإفراج عنه. تم تغيير تاريخ الإصدار لاحقا إلى 21 نيسان (أبريل) 2017.

### بوكساوفيس
في الولايات المتحدة وكندا، فتحت الوعد جنبا إلى جنب مع «لا تنسى»، «ولد في الصين»، «سلاح مجاني» و«فينيكس نسي»، وكان من المتوقع أن يصل إلى حوالي 5 ملايين دولار من 2,251 مسرح في أسبوع الافتتاح. وفي نهاية المطاف حصد 4.1 مليون دولار في المركز 9 في البوكس اوفيس. وارجع موقع Deadline.com المبلغ المنخفض إلى إصدار الفيلم في الربيع ليتزامن مع الذكرى السنوية للإبادة الجماعية للأرمن، بدلا من الخريف خلال موسم توزيع الجوائز.
واستمر الفيلم في تحقيق مبلغ إجمالي نهائي يبلغ 8.2 مليون دولار فقط، وهو أقل بكثير من ميزانيته الإنتاجية البالغة 90 مليون دولار. ومع ذلك، قال رئيس شركة أوبن رود للتسويق جوناثان هيلفجوت أن هدف الفيلم لم يكن مجرد جمع النقود، قائلا: «[في حين] كنا نأمل بالتأكيد للحصول على نتيجة أفضل في بوكس اوفيس ... كان الأمر يتعلق بلفت انتباه العالم إلى هذه المسألة، ولا يمكن إنكار أنه هنالك المزيد من التركيز والاهتمام في الأسبوعين الماضيين على هذه القضية من السنوات المائة الماضية منذ وقوع الفظائع».

### نقدالفلم
على موقع روتن توميتوز (Rotten Tomatoes)، الفيلم لديه معدل موافقة 47٪ على أساس 110 استعراض، بمعدل متوسط 5.7 / 10. يقر الموقع، «الوعد يهدر القصة البارزة وقصة الحياة الحقيقية القوية على مثلث الحب الذي فشل بشكل محبط». على ميتاكريتيك الفيلم لديه درجة من 49 من أصل 100، استنادا إلى ثلاثين ناقد، مشيرا إلى «استعراضات مختلطة أو متوسط». أعطى الجماهير في استطلاعات «سينيماسكور» الفيلم متوسط درجة "A-" من اصل A+ على مقياس من A+ إلى F.
أعطى بنجامين لي من الغارديان الفيلم 3 نجوم (من أصل 5). أعطى ريتشارد رويبر من شيكاغو صن تايمز الفيلم 3 من أصل 4 نجوم، قائلا: «نعم، الوعد يدخل في الأراضي المبتذلة، ونعم، انها مشتقة من الرومانسية الحرب أفضل - لكنه تذكير صلب ورائد لفظائع الحرب، مدعومة بأداء قوي من إسحق وبيل، وهما من أفضل الممثلين في جيلهما».
وأشادت آرا سارافيان، مديرة معهد غوميداس في لندن ومؤرخ بارز في الإبادة الجماعية للأرمن، بالفيلم لدقتها التاريخية. وقال «ان الموضوعات الرئيسية كانت دقيقة تاريخيا». واضاف ان «المنتجين لم يحصلوا على ترخيص لتجاوز المواد التاريخية المتاحة لكنهم تمكنوا من الاستيلاء على الكثير من ضخامة الإبادة الارمنية». كما اشاد سارافيان بالمدير تيري جورج على حسه «المتوازن والجدير بالثقة» بالتاريخ.
وقال هاروت كاسابيان من صحيفة الأرمينية ويكلي إن الفيلم سيساعد العالم على التعرف على صدمة الإبادة الجماعية كما شعر بها الأرمن منذ فترة طويلة: «إن العلاقة الشخصية التي تطورت مع الشخصيات تساعد على تعميق التعاطف الذي يشعر به الجمهور».

### ردودافعالالمشاهير
تفاعل العديد من المشاهير بشكل إيجابي مع الفيلم، بما في ذلك باكستريت بويز، وجنيفر لوبيز، سيلفستر ستالون، باربرا سترايساند، السير إلتون جون، الكسيس أوهانيان، دين كين، ليوناردو دي كابريو، شير، وكيم كارداشيان.

## روابطخارجية
- الموقع الرسمي
- مقالات تستعمل روابط فنية بلا صلة مع ويكي بيانات

لا توجد روابط لمواقع التواصل الاجتماعي.